# The Melancholy Collection
The Melancholy Collection é uma coletânea  feita pela banda de punk rock sueco, Millencolin. Lançado em 29 de julho de 1999 pela Burning Heart Records, essa coletânea é composta pelos dois primeiros EP, b-sides de seus singles e outras faixas raras e inéditas. The Melancholy Collection foi re-lançado nos Estados Unidos pela Epitaph Records em 23 de outubro de 2001.

## Faixas
| Faixa | Título                                   | Album                                       | Duração |
| ----- | ---------------------------------------- | ------------------------------------------- | ------- |
| 01    | In a Room                                | Use Your Nose (EP)                          | 2:56    |
| 02    | Pain                                     | Use Your Nose (EP)                          | 2:20    |
| 03    | Shake Me                                 | Use Your Nose (EP)                          | 2:14    |
| 04    | Melack                                   | Use Your Nose (EP)                          | 2:13    |
| 05    | Nosepicker                               | Use Your Nose (EP)                          | 3:38    |
| 06    | Use Your Nose                            | Use Your Nose (EP)                          | 1:36    |
| 07    | Flippin' Beans                           | retirado da copilação: Teaching You No Fear | 2:13    |
| 08    | Yellow Dog                               | Skauch (EP)                                 | 2:58    |
| 09    | Knowledge (Operation Ivy cover)          | Skauch (EP)                                 | 1:31    |
| 10    | A Whole Lot Less (Sub Society cover)     | Skauch (EP)                                 | 1:55    |
| 11    | Coolidge (Descendents cover)             | Skauch (EP)                                 | 2:23    |
| 12    | That's Up to Me (Scumback cover)         | Skauch (EP)                                 | 2:00    |
| 13    | A Bit of Muslin                          | retirado da copilação: Epitone              | 1:56    |
| 14    | Melancholy Protection                    | retirado da copilação: Epitone              | 1:25    |
| 15    | Shake Me (live)                          | Da Strike (Single)                          | 2:11    |
| 16    | Niap                                     | Da Strike (Single)                          | 2:37    |
| 17    | Every Breath You Take (The Police cover) | retirado da copilação: Cheap Shots          | 2:06    |
| 18    | 9 to 5 (Dolly Parton cover)              | The Story of My Life (Single)               | 3:05    |
| 19    | Dragster                                 | The Story of My Life (Single)               | 2:03    |
| 20    | An Elf and His Zippo                     | Move Your Car (Single)                      | 1:55    |
| 21    | Israelites (Desmond Dekker cover)        | Lozin' Must/Twenty Two (Single)             | 2:25    |
| 22    | Vixen                                    | Lozin' Must/Twenty Two (Single)             | 1:49    |